# Tipitapa
Tipitapa (del náhuatl: Tepetlapan ‘Lugar de las mochilas de piedra’) es un municipio del departamento de Managua en la República de Nicaragua, fundado en el 10 de noviembre de 1961.
Se fundó en 1753 con el nombre de San José de Tipitapa por el hacendado español Don Juan Bautista Almendárez. El 17 de febrero de 1755 fue elevada a Villa y el 10 de noviembre de 1961 se elevó a rango de Ciudad.

## Toponimia
El nombre de Tipitapa es de origen indígena, de la vertiente náhuatl. Se dice que el primero es de origen mexicano y se forma a partir del prefijo tetl, que significa "piedra", con petlatl, que significa "esterilla o saco de dormir" y el sufijo pan, que significa "lugar", para formar "lugar de mochilas de piedra". La segunda versión es que Tipitapa se deriva de la voz tepitsin, que significa "corto o pequeño", con el adverbio de lugar apan, que significa "en las proximidades de un pequeño río".

## Geografía
El municipio de Tipitapa tiene una extensión de 975.3 km², está ubicada entre las coordenadas 12° 12′ 2″ de latitud norte y 86° 5′ 38″ de longitud oeste, a una altitud de 54 m s. n. m.

### Límites

#### Municipios adyacentes
| Noroeste: San Francisco Libre | Norte: Ciudad Darío          | Noreste: Teustepe |
| Oeste: Lago Xolotlán          |                              | Este: San Lorenzo |
| Suroeste: Managua             | Sur: Nindirí, Masaya y Tisma | Sureste: Granada  |

### Hidrografía

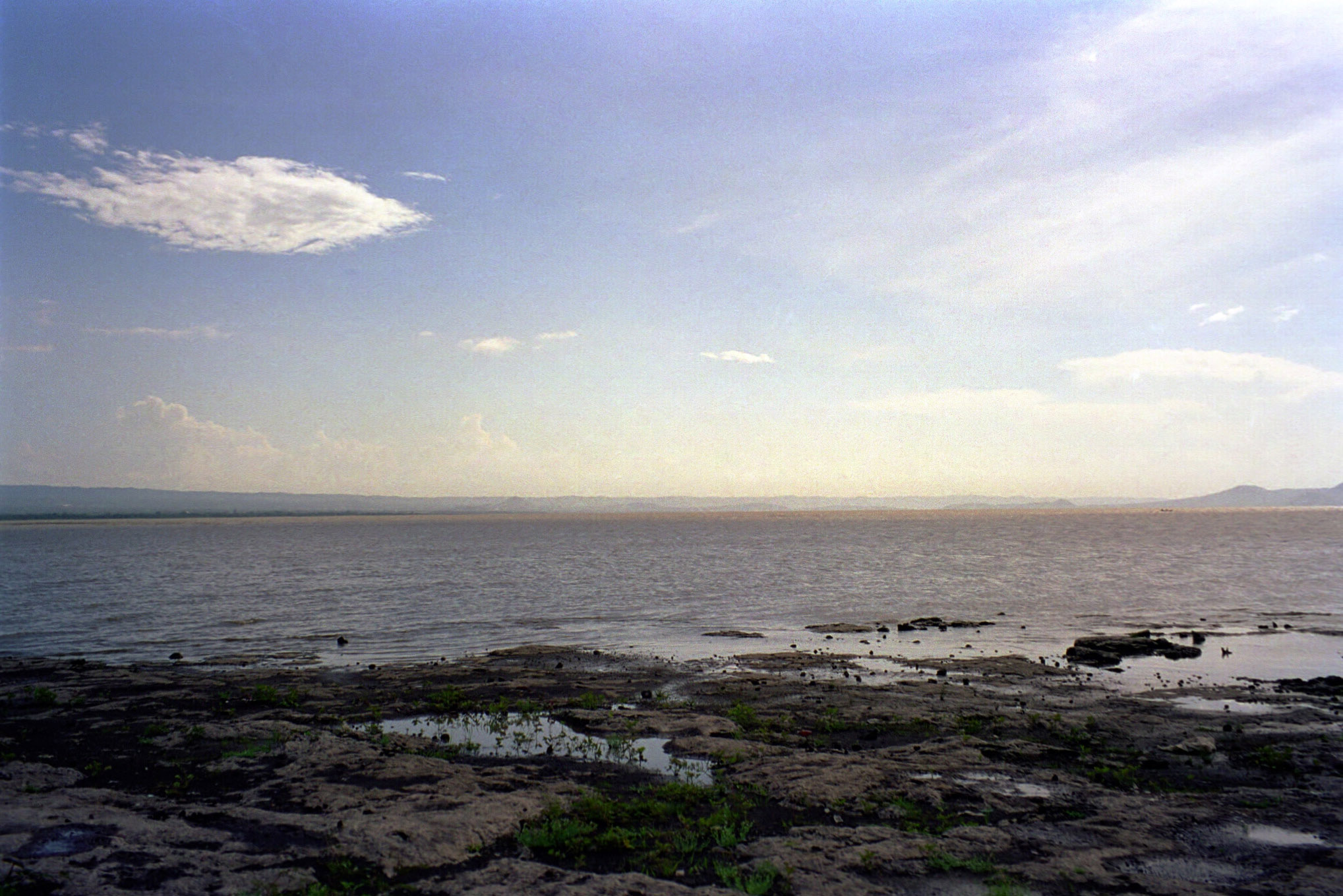
Lago Xolotlán desde Tipitapa.

El municipio de Tipitapa se encuentra en la “Cuenca de los Lagos” que se extiende desde el golfo de Fonseca hasta la desembocadura del río San Juan. 
El sistema hidrográfico del municipio lo representan principalmente las costas orientales del lago Xolotlán. 
El río Tipitapa que es un alargado estero de 35 km de largo que une al lago Cocibolca con el lago Xolotlán, se encuentra aproximadamente diez metros más alto que el lago Cocibolca, por lo que, cuando el nivel del agua del lago Xolotlán se eleva, entonces las aguas de este corren por el río Tipitapa provocando inundaciones que afectan a parte de la ciudad.
En la costa septentrional del lago Xolotlán desemboca el río San Antonio, de longitud relativamente corta porque nace en la Meseta de Estrada. 
Por la costa meridional, el lago no recibe afluentes porque el suelo de origen volcánico es bastante poroso, lo que favorece la infiltración de las aguas.
El río Malacatoya con una longitud de 106 km y un caudal anual romedio de 1,06 m³/s es de gran importancia y atraviesa al municipio por la parte oriental hasta que desemboca en el lago de Nicaragua o Cocibolca.

#### Tipos de suelo
Estos se clasifican en cinco tipos, dependiendo de su ubicación:
- Tierras pedregosas y superficiales de las Maderas y las Banderas: se localizan en la parte noreste del municipio de Tipitapa y abarcan las comunidades del Terrero, Olominapa, el Madroño, la Pita y parte de las comunidades de las Banderas, el Nancital, la Ceiba, la Empanada, el Tule, el Chirimoyo y el Caracol. En esta zona son comunes los paisajes montano-volcánicos de serranía, colinado volcánico y planicie volcánica intermontana, en un relieve que va de ligeramente ondulado a muy escarpado, con elevaciones que oscilan entre los 100 y los 600 m s. n. m.

- Planicie volcánica fluvial sub-reciente Chilamatillo: este ecosistema comprende parte de las comunidades ubicadas en la zona noreste del municipio entre las se encuentran Chilamatillo, Malacatoya, San Benito, las Maderas, las Banderas, las Canoas el Brasil y Colama. Las elevaciones oscilan entre los 50 y 100 m s. n. m. en una zona de vida de bosque seco subtropical. Comprende suelos desarrollados a partir de tobas de tipo basáltico del grupo geológico “Las Sierras”, estos se encuentran en la posición más alta del relieve, con desagües naturales que escurren por lo general en el lago Xolotlán. Estos suelos históricamente se utilizaron en la décadas de los 60 y 70 para cultivos de algodón y sorgo. Posteriormente, durante la década de los 80, como cañaverales, específicamente en lo que fue el ingenio Victoria de Julio. El uso actual de estos suelos son los cultivos anuales de sorgo, maíz y arroz aunque estos últimos en muy poca cantidad  exclusivamente para el autoconsumo. Además se identifican algunas zonas de pastos con árboles, pastos con maleza y, en menor cantidad, pastos manejados.

- Planicie sedimentarias de vertisoles: comprende los suelos que se localizan en la parte noreste de la Planicie de Tipitapa, incluyendo en parte a las comunidades de San Jacinto, Malacatoya, San Benito, las Maderas, las Banderas, las Canoas, Colama, Tierra Blanca, el antiguo ingenio Victoria de Julio y las comunidades aledañas a la Carretera Panamericana, ubicadas entre Tipitapa y San Benito. En esta zona se identifica una vida de bosque subtropical, con una vegetación natural, donde predominan los sistemas de pasturas extensivas y agropecuarias. Estos suelos se han desarrollado a partir de sedimentos aluviales que son susceptibles al encharcamiento en periodo lluvioso. Debido a su relieve plano, presentan textura arcillosa, con un 60% o más de arcilla, por lo que se caracterizan por la alta retención de agua, esto produce que se agrieten en periodo seco hasta 2 dm y se dilaten en periodo lluvioso. Estas condiciones dañan los sistemas radiculares de las plantas y constituyen un peligro para el ganado. Los suelos se utilizan para el cultivo de arroz de inundación, pastos y bosque de matorral, aunque la actividad de laboreo se vuelve muy difícil debido a que los suelos son extremadamente duros en verano y demasiados pegajosos en invierno.

- Tierras de la planicie volcánica más reciente Tipitapa – Zambrano: estos suelos se localizan en la parte sur del municipio, conteniendo el casco urbano de Tipitapa, parte de las comunidades de Zambrano, el Zapotal, el Quemado y las comunidades sobre la carretera vieja a Managua – Tipitapa. Formado a partir de materiales volcánicos recientes, depositados sobre antiguos suelos sedimentarios, con desagües naturales que escurren por lo general en el lago de Managua. Las pendientes son bajas, no sobrepasan el 10%, en una zona de vida de clima bosque húmedo subtropical, con una vegetación natural donde predominan los sistemas agropecuarios intensivos. En años anteriores estas tierras se han utilizado para agricultura intensiva de algodón y sorgo, sin las debidas prácticas de conservación, por lo que en la actualidad presentan altos grados de erosión tanto eólica como hídrica. Esta zona soporta la mayor presión urbanística del municipio de Tipitapa lo que se añade a su cercanía con las ciudades de Managua y Masaya.

- Tierras de la zona costera del lago Xolotlán: este ecosistema está conformado por las tierras ubicadas sobre la faja costera del lago Xolotlán. Los principales usos de estos suelos son: el pastoreo extensivo y el cultivo de hortalizas en verano, para la cual la tierra es muy fértil, ya que durante la época de invierno estas tierras permanecen inundadas acumulando así gran cantidad de humedad. Estos suelos son completamente inundables durante la época lluviosa; ya que son suelos con poco drenaje, con altos niveles de salinidad. A esta problemática se suma la pérdida de cobertura boscosa a orillas de ríos y el lago Xolotlán, la contaminación de aguas superficiales y subterráneas por la utilización de pesticidas e insecticidas y los problemas relacionados con la tenencia de la tierra.

### Vegetación
La vegetación del municipio varía según sus zonas, en la zona stentrional la vegetación es esencialmente de matorral bajo. El uso potencial del suelo es para ganadería de carácter extensivo y de cultivos de pastos para la protección de los suelos y árboles con fines energéticos.
La vegetación de la zona central o noreste ha sido sustituida por cultivos anuales, el suelo es apto para cultivos de caña de azúcar, sésamo, sorgo y ganadería tecnificada.
La zona meridional conserva la mayor parte de la vegetación del municipio donde predominan árboles perennes y arbustos, mientras que los suelos son propios para el cultivo del maíz, yuca, sorgo, sésamo y la crianza de ganado, así como los cultivos de musáceas.
El municipio de Tipitapa está comprendido en la zona denominada como ”bosque de matorral o semiárido” y “sabana semiboscosa tropical”. El bosque de tipo sabana semi boscosa se caracteriza por el contraste estacional entre el periodo de lluvia y el de sequía; entre los meses de mayo y noviembre.
El Bosque de matorral, característico de los llanos y lugares secos, lo componen arbustos muy ramificados, retorcidos, de hojas reducidas y a veces transformadas en espinas (árboles caducifolios).

## Historia

### Aldea indígena
Los cronistas españoles que llegaron a Nicaragua por primera vez en 1522 encontraron una aldea alargada situada a lo largo de la costa sur del lago Xolotlán que se confundía con otras dos aldeas indígenas que eran Managua y Mateare. De esto concluyeron que era una sola aldea y les impresionó tanto que lo anotaron en sus escritos. 
Posteriormente, el cronista Gonzalo Fernández de Oviedo confirmó que no era una sola aldea sino tres que debieron aprender a distinguir.

### Encomienda
La aldea fue convertida en una encomienda cedida a Diego de Machuca, uno de los primeros españoles que exploraron el río San Juan, pero este murió pronto y la encomienda quedó vacante, por lo que a solicitud de uno de los primeros Obispos de la provincia, se entregó la encomienda a uno de los hermanos Mendavía. Esto despertó un complicado litigio con otros españoles que reclamaban la propiedad por ser descendientes de Machuca.
Cobró alguna importancia económica cuando empezó a convertirse en lugar de paso de comerciantes y productores granadinos hacia los territorios más al norte, aunque no llegó a cobrar mayor notoriedad dentro del sistema de ciudades coloniales. Los más probable es que no fuera una aldea de importancia pues cuando se establecieron los corregimientos o gobiernos indígenas locales, Tipitapa no salió beneficiada con esto.

### Fundación
En el año de 1753, en los territorios donde moraba el cacique Tipitapa, fue fundada la población de "San José de Tipitapa" por Don Juan Bautista Almendárez. Este a expensas propias, labró la Ermita y un puente sobre el río del mismo nombre. El pueblo tenía más de 300 vecinos y 75 casas.

### Villa
Más adelante, productores granadinos empezaron a realizar gestiones ante las autoridades imperiales para que la aldea fuera elevada al nivel de Villa, lo que se concedió en 1755. A partir de ese momento se llamó Villa de San José de Tipitapa. No obstante, con el tiempo empezó a menguar y hacia el año de la Independencia (1821) no era una villa notoria en el sistema urbano.
Durante los años del siglo XIX fue parte de la jurisdicción del Partido de Granada, donde los hacendados de aquella ciudad conservaban propiedades ganaderas, en esos años su original población indígena se mestizó rápidamente y para finales del siglo muchas de las tradiciones indìgenas habían desaparecido.
Cobró alguna notoriedad en 1893 cuando, en los sucesos de una nueva guerra entre los partidos en pugna, se firmó el llamado Acuerdo de Tipitapa que depuso al gobierno de Roberto Sacasa y Sarria e inició inmediatamente la Revolución Liberal de José Santos Zelaya. 
Una nueva guerra, esta vez en 1925 le daría notoriedad. La Guerra Constitucionalista, como se llamaba, terminó cuando en los linderos de la villa de Tipitapa se firmó el Pacto del Espino Negro o de Tipitapa el 4 de mayo de 1927.

### Ciudad
Finalmente el 10 de noviembre de 1961 se le concedió el estatus de ciudad mediante decreto legislativo.

## Demografía
Tipitapa tiene una población actual de 156,523 habitantes. De la población total, el 50% son hombres y el 50% son mujeres. Casi el 94.2% de la población vive en la zona urbana.

## División territorial
El municipio de Tipitapa se divide en sectores urbanos y rurales. El sector urbano se divide en ocho barrios urbanos, cinco barrios periféricos y siete asentamientos.
- Barrios urbanos:
  - Noel Morales
  - Francisco Rojas
  - Orontes Centeno
  - Yuri Ordóñez
  - Roberto Vargas Batres
  - Rubén Ulloa
  - Villa Victoria de Julio
  - Juan Castro
  - Augusto C. Sandino

- Barrios periféricos:
  - Ciudadela de San Martín
  - San Luis Zambrano
  - San Juan de la Plywood.

- Asentamientos:
  - Tangará o Gaspar García Laviana
  - Aleida Delgado
  - Los Trejos
  - Pedro J. Chamorro N.º 2
  - Antonio Mendoza
  - Vivienda Digna para el Maestro
  - El Chaparral
  - Loma de Esquipulas
  - Loma Verde.

## Economía
Durante las décadas de los años 1970 y 1980, el municipio se destacó por contar con un fuerte sector ganadero debido a la cercanía del agua y buenos pastizales. Los primeros años de la década de los años 1990, significaron un descenso en los niveles productivos y en el aprovechamiento de la tierra de la jurisdicción.
En la actualidad Tipitapa cuenta con varias industrias que han dinamizado la economía del municipio, el parque industrial Astro, el segundo más grande de Nicaragua se encuentra en este municipio, que produce aproximadamente quince mil empleos directos, además de varias empresas que se han instalado aquí como las lácteas Centrolac y Lala, entre otras, que también ha incrementado empleos y reducido la delincuencia pues muchos jóvenes han dejado de delinquir se han reintegrado a la sociedad. 
Los cultivos más importantes hoy en día son melón, maíz, sorgo y maní para la exportación. Cuenta con cinco mil cabezas de ganado destinadas mayormente a la producción de carne.
En el municipio de Tipitapa se localizan canteras de minería no metálica. Existen yacimientos de toba (piedra cantera), localizados al norte del municipio en las Banderas y del Guanacaste. Además el municipio posee piedra bolón localizadas en la ribera de los ríos y arena lacustre localizada a lo largo de la costa del lago de Managua, materiales muy utilizados en la construcción.
La principal actividad terciaria es el comercio, el que ha crecido por su posición estratégica entre Managua y los departamentos del interior del país, en especial con Matagalpa, Chontales, Costa Caribe Norte y Costa Caribe Sur.
El municipio presta servicio colectivo de seis rutas de autobuses con un promedio de 50 unidades, estas parten de la cabecera municipal cada cinco minutos. Las unidades comunican al municipio con Managua, León, Chinandega, Carazo, Masaya, Rivas y Granada. La cabecera municipal cuenta con una terminal de buses.
También cuenta con una sucursal de la Empresa Nicaragüense de Telecomunicaciones (ENITEL), que brinda servicio postal, telegráfico, mensajería, correo y llamadas internacionales.

## Cultura y tradiciones
El municipio es célebre por encerrar en su jurisdicción la histórica hacienda San Jacinto, sitio donde se libró la famosa batalla del 14 de septiembre de 1856 entre fuerzas militares norteamericanas y nicaragüenses comandadas por el Coronel José Dolores Estrada, catalogado como Héroe nacional.
La casa y corrales de la hacienda San Jacinto son monumentos nacionales visitados todos los años en la misma fecha por miles de nicaragüenses que celebran la heroica victoria.
En la entrada de la carretera que conduce a la hacienda se encuentra el monumento al sargento Andrés Castro Estrada, quien derribó de una pedrada a un miembro del ejército contrario, que pretendía saltar los corrales de la hacienda, haciendo patente de esta forma el patriotismo y valentía del ejército de la época.
El municipio celebra sus fiestas patronales en honor al santo patrono " el Cristo Negro o Esquipulas", del 6 al 22 de enero de cada año.
Estas festividades se realizan en el antiguo templo parroquial del municipio, la fiesta tiene duración de varios días con la afluencia de promesantes locales y romerías de otros lugares.

## Deportes
En el municipio de Tipitapa existen un total de 11 áreas verdes y 5 campos de béisbol ubicados en el área urbana. En el área rural existen campos de juegos o área verdes en cada una de las comunidades.
En el deporte es muy dinámico cuenta con muchas disciplinas; tiene ligas en los principales deportes:
- Baloncesto.

- Bola suave.

- Pelota base.

- Kickball.

- Balompié.

- Balonvolea.

El fútbol es el que mayor auge tiene en los jóvenes, ya que cuenta con ligas en todas partes del municipio, y el que hasta el momento lleva una buena representación a nivel nacional, ya que tiene participación en el Fútbol de Segunda División Nacional o liga de Ascenso: en ésta participa el SALEM FC Tipitapa, club formado específicamente con jugadores oriundos de Tipitapa.
En los últimos años, desde 2013 en adelante, crece en popularidad el baloncesto y el voleibol, siendo parte ambos de la cultura diaria del deporte tipitapeño, y generando equipos muy competitivos en ambas disciplinas a nivel nacional.

## Hermanamiento
Tiene una ciudad italiana con:
| - Campi Bisenzio |